# Le due innamorate di Cretinetti
Le due innamorate di Cretinetti è un cortometraggio del 1911 diretto da André Deed.

## Trama
Due vicine di casa di Cretinetti si innamorano di lui, e per lui fanno pazzie: si sfidano con la pistola e la spada. La disperazione le porta a suicidarsi buttandosi sotto una vettura; Cretinetti tenta di fermarle ma è lui che viene investito. Le due ragazze allora lo portano al fiume per rianimarlo ma è lui che ci finisce dentro quasi annegato. Le due innamorate alla fine vengono consolate dai due ragazzi della vettura, i quali tireranno fuori dal fiume Cretinetti.

## Museo nazionale del cinema
Una copia positiva è conservata dal Museo nazionale del cinema restaurato dall’EYE Filmmuseum